# Godnattsaga

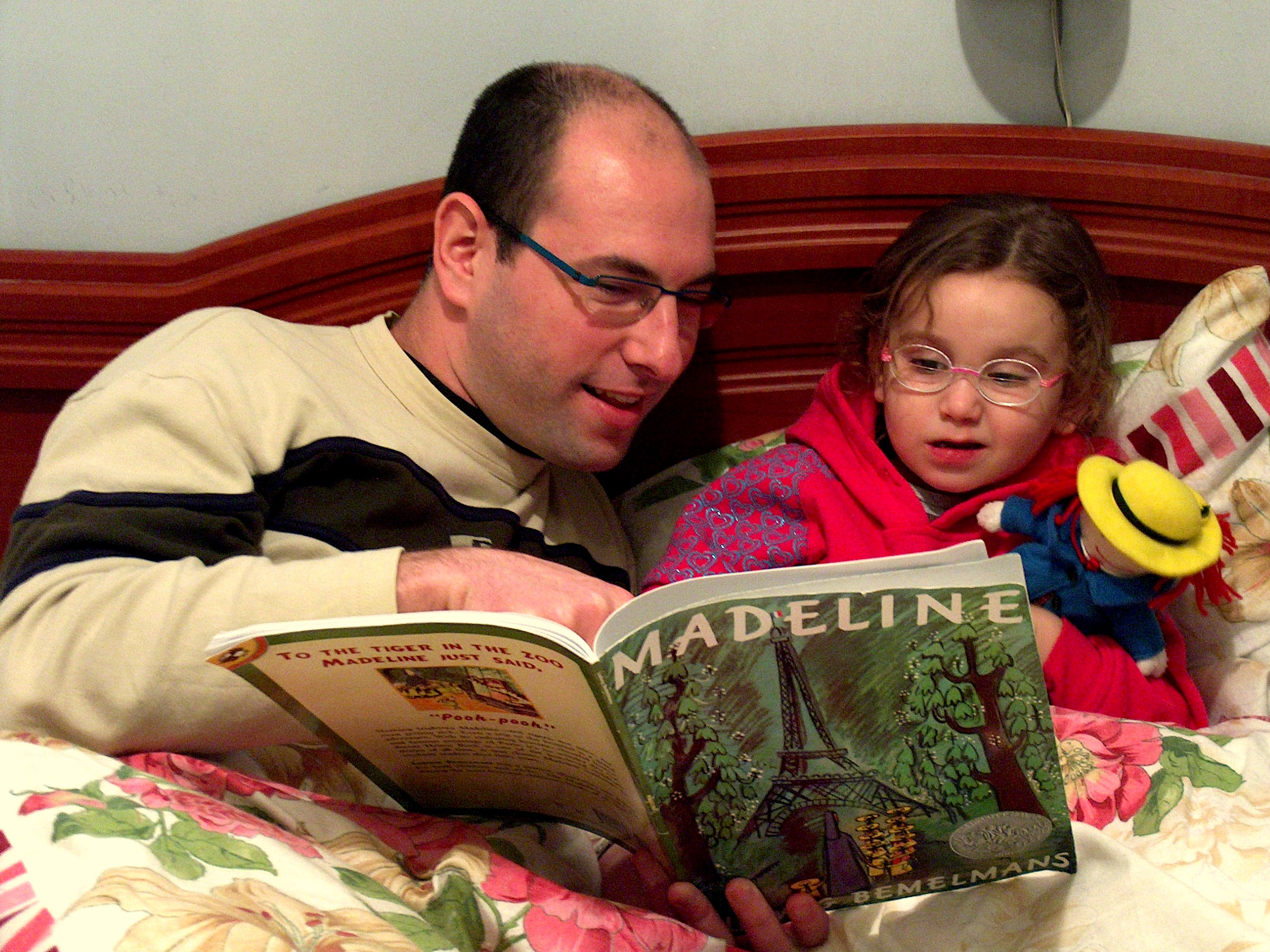
En man läser godnattsaga för sin dotter.

En godnattsaga är en saga som vanligtvis läses för att ett litet barn (ofta 3–8 års ålder) skall kunna somna på kvällen. Med kassettbandens framfart under 1980-talet ersattes godnattsagan i många hem av musiksagan.